# Cabo Mendocino
El cabo Mendocino (del inglés: Cape Mendocino) es un destacado cabo de la costa del Pacífico de Norteamérica, situado en la costa norte del estado de California, en el tramo conocido como Lost Coast («costa Perdida»), en el condado de Humboldt, siendo el punto más occidental de la costa californiana (el condado de Mendocino se encuentra al sur).
Ha sido un punto de referencia para la navegación marítima desde el siglo XVI, cuando los galeones de Manila alcanzaban la costa norteamericana en este tramo después de haber cruzado el océano Pacífico siguiendo las corrientes y vientos predominantes del oeste, para, a continuación, seguir costeando hacia el sur hasta llegar a Acapulco, México, etapa final del viaje.
El 1 de diciembre de 1868 se encendió el primer faro, construido con ocho paneles prefabricados enviados desde San Francisco.

## Historia
El cabo fue visto por los españoles el 1 de marzo de 1543 en la primera exploración de la costa oriental americana que había partido del puerto de Barra de Navidad (Jalisco, México) en 1542. La flota iba en ese momento  comandada por Bartolomé Ferrelo, que había sucedido en el mando a Juan Rodríguez Cabrillo, fallecido el 3 de enero de ese año en la isla de San Miguel en el archipiélago del Norte (condado de Santa Bárbara). El cabo fue llamado así en honor del primer virrey de la Nueva España, Antonio de Mendoza y Pacheco, patrocinador de la expedición. La expedición de Sebastián Vizcaíno (1603-1603) para la cartografía de la costa y búsqueda de puertos o fondeaderos seguros para el Galeón de Manila también recorrió la costa californiana hasta cabo Mendocino.

## Geología
La región del cabo Mendocino, en la costa norte de California, es una de las regiones sísmicamente más activas en los Estados Unidos continentales. Tres sismos con epicentros en las inmediaciones de Petrolia  y aguas adentro al oeste del cabo Mendocino, golpearon la zona el 25-26 de abril de 1992, alcanzando un 7,2 Mw. Estos sismos demostraron que la zona de subducción de Cascadia es  capaz de producir tanto grandes terremotos como de generar tsunamis y muchos geólogos y sismólogos creen que ese sismo principal en la secuencia de 1992 puede haber sido un precursor de un terremoto más potente en el Pacífico Noroeste.
Aguas adentro del cabo Mendocino se encuentra el triple cruce de Mendocino, un punto triple geológico donde se juntan tres placas tectónicas. La falla de San Andrés, una falla transformante, se extiende al sur desde el cruce, separando la placa del Pacífico y la placa Norteamericana. Al norte se encuentra la zona de subducción de Cascadia, donde la placa de Gorda es objeto de subducción en el margen de la placa Norteamericana. Al oeste de la triple unión está la zona de fractura de Mendocino, el límite de transformación entre la placa Gorda y la placa del Pacífico.